# HBEGF
HBEGF (англ. Heparin binding EGF like growth factor) – білок, який кодується однойменним геном, розташованим у людей на короткому плечі 5-ї хромосоми. Довжина поліпептидного ланцюга білка становить 208 амінокислот, а молекулярна маса — 23 067.
| 10         |  | 20         |  | 30         |  | 40         |  | 50         |
| ---------- |  | ---------- |  | ---------- |  | ---------- |  | ---------- |
| MKLLPSVVLK |  | LFLAAVLSAL |  | VTGESLERLR |  | RGLAAGTSNP |  | DPPTVSTDQL |
| LPLGGGRDRK |  | VRDLQEADLD |  | LLRVTLSSKP |  | QALATPNKEE |  | HGKRKKKGKG |
| LGKKRDPCLR |  | KYKDFCIHGE |  | CKYVKELRAP |  | SCICHPGYHG |  | ERCHGLSLPV |
| ENRLYTYDHT |  | TILAVVAVVL |  | SSVCLLVIVG |  | LLMFRYHRRG |  | GYDVENEEKV |
| KLGMTNSH   |  |            |  |            |  |            |  |            |

A: Аланін

C: Цистеїн

D: Аспарагінова кислота

E: Глутамінова кислота

F: Фенілаланін

G: Гліцин

H: Гістидин

I: Ізолейцин

K: Лізин

L: Лейцин

M: Метіонін

N: Аспарагін

P: Пролін

Q: Глутамін

R: Аргінін

S: Серин

T: Треонін

V: Валін

Кодований геном білок за функціями належить до рецепторів, факторів росту. 
Білок має сайт для зв'язування з молекулою гепарину. 
Локалізований у клітинній мембрані, мембрані.
Також секретований назовні.